# Церква пам'яті (Лісабон)
Це́рква па́м'яті (порт. Igreja da Memória), або Це́рква Ді́ви Марі́ї-Визволи́тельки і свято́го Йо́сипа (порт. Igreja de N. S. do Livramento e de S. José)  — католицька церква в Португалії, окрузі Лісабон, муніципалітеті Лісабон.  Використовується як храм Військового ординаріату Португалії. Центральна церква ординаріату.   Патрон — Діва Марія, на честь якої названа церква.    Збудована в 1760—1788 роках. Фундатор — король Жозе I.        Споруджена в бароковому стилі.   Національна пам'ятка Португалії (1923).    У церкві розташований мавзолей помбальського маркіза Себаштіана де Карвалю.

## Галерея

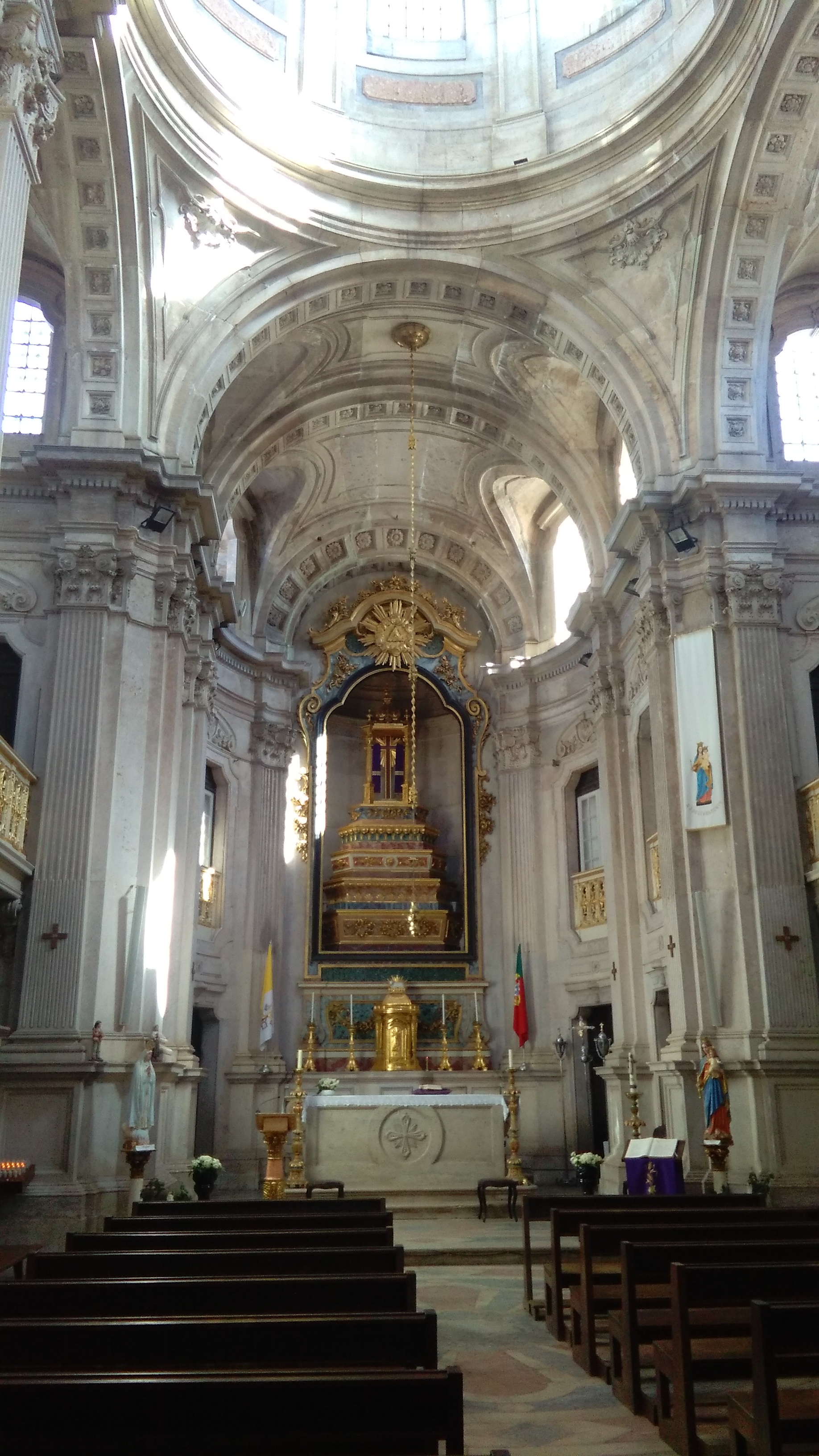
Вівтар
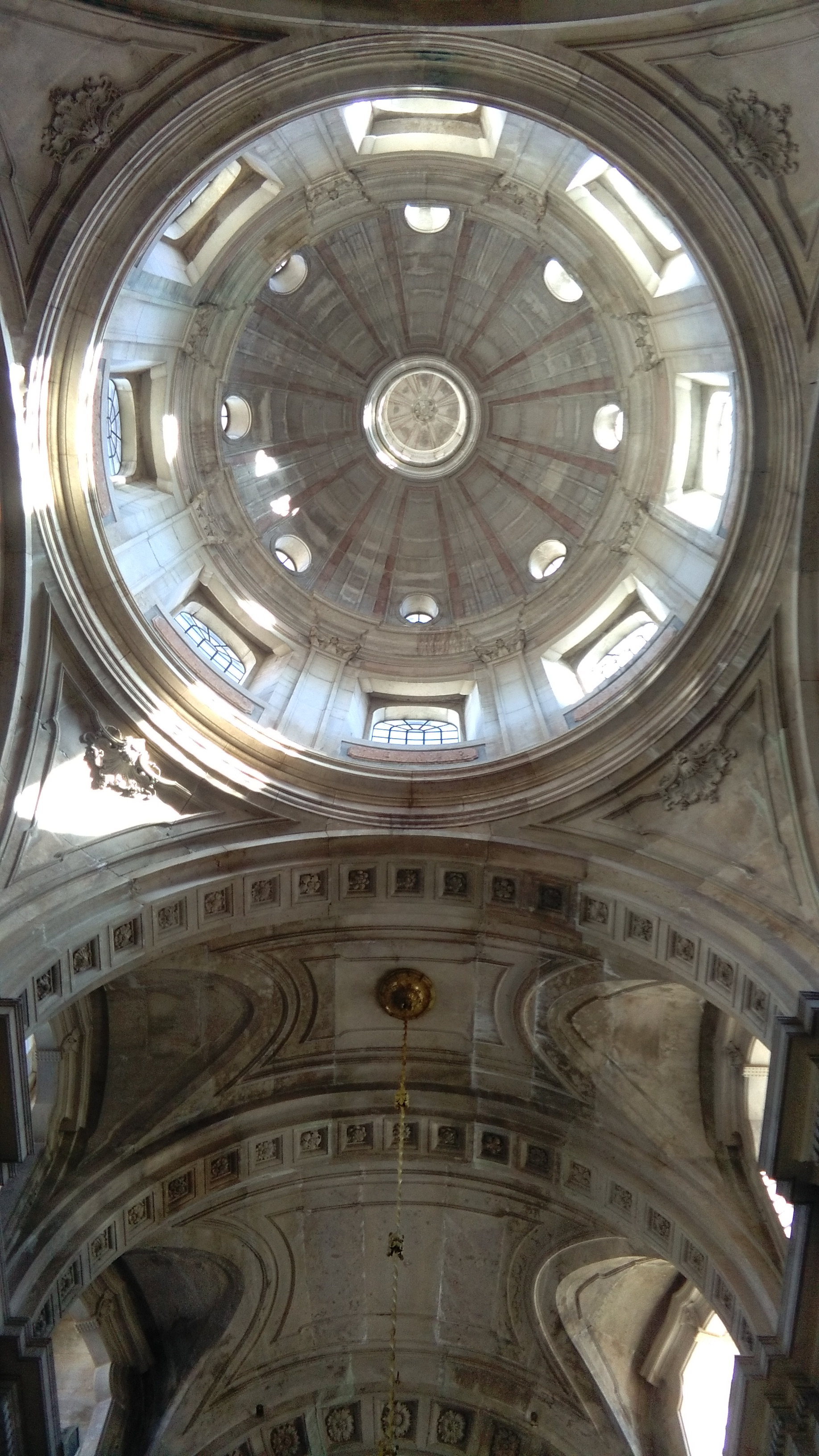
Головна апсида
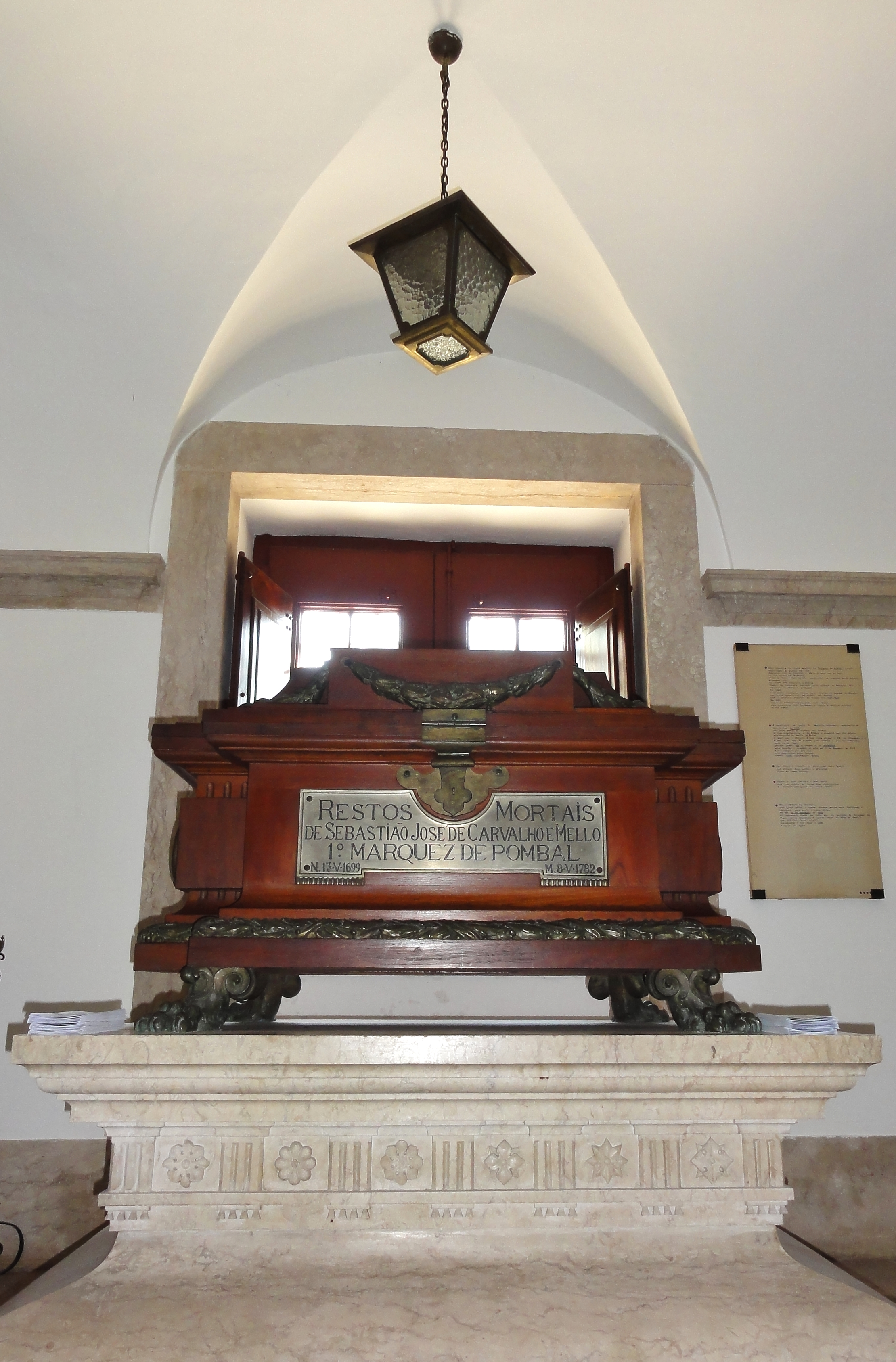
Могила маркіза
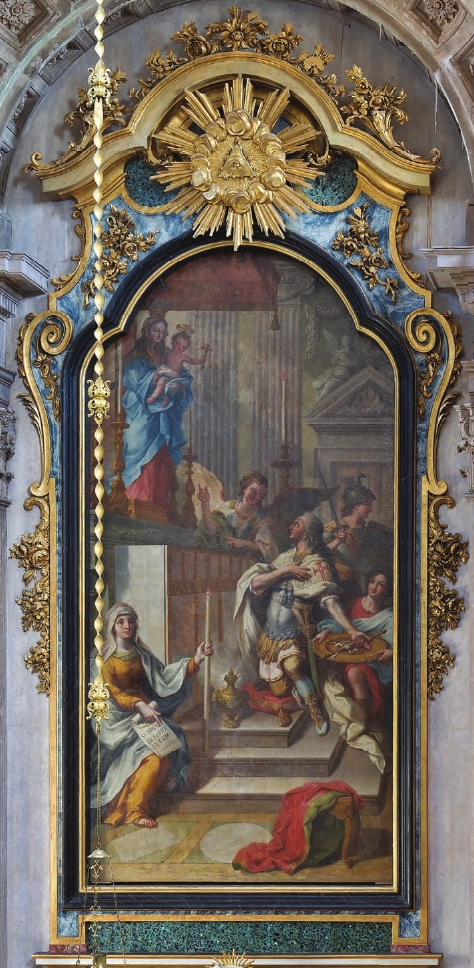
Ікона Марії